# Federazione Italiana Judo Lotta Karate Arti Marziali
La Federazione Italiana Judo Lotta Karate Arti Marziali, nota anche con l'acronimo FIJLKAM, è un organismo sportivo affiliato al C.O.N.I..
Fu fondata il 18 gennaio 1902 a Milano dal marchese Luigi Monticelli Obizzi, che ne è stato anche il primo presidente. Inizialmente si occupava di lotta e pesistica, per poi estendersi a varie arti marziali.
La FIJLKAM è una delle più antiche federazioni ed è parte integrante della storia dello sport italiano con 3000 società affiliate, 135.000 atleti e 3.000 insegnanti tecnici. Oltre che judo, lotta e karate, gestisce aikidō, jujutsu, sumo, grappling, jiu jitsu brasiliano, pancrazio, s'istrumpa e capoeira.
La federazione ha sempre rappresentato l'Italia ed ha ottenuto 13 ori, 11 argenti e 20 bronzi nelle competizioni olimpiche, che vanno ad arricchire un vasto medagliere con circa 600 medaglie conquistate ai Giochi del Mediterraneo, ai Campionati Europei, ai Campionati del Mondo ed ai World Games.
Il presidente della federazione è stato per 32 anni (dal 1981 al 2013) Matteo Pellicone (1935-2013). Dal 2013 il presidente è Domenico Falcone. Dal 2021 nominato vicepresidente Filjlkam settore Karate Davide Benetello.
Il 21 Dicembre 2024, è stato eletto presidente della Federazione Italiana Judo Lotta Karate Arti Marziali, Giovanni Morsiani.

## Date storiche

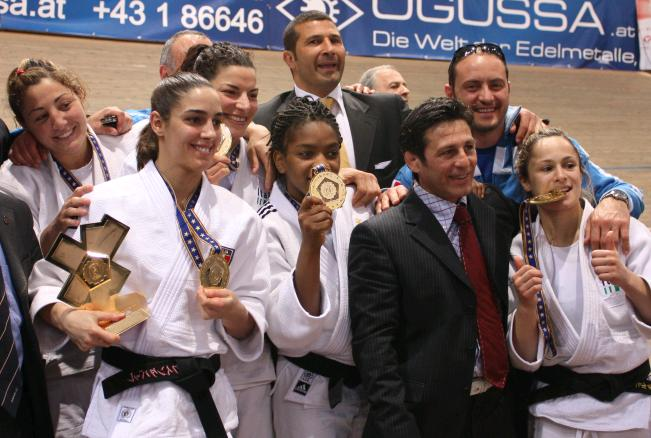
Le Azzurre nel 2010

- 1902 nasce con lo scopo di disciplinare la lotta e la pesistica la F.A.I. (Federazione Atletica Italiana)
- 1908 alle Olimpiadi di Londra l'atleta della F.A.I., il lottatore Enrico Porro, vince la prima medaglia olimpica italiana
- 1931 la F.A.I. assorbe la Federazione Italiana di Lotta Giapponese (nata nel 1924)
- 1933 la F.A.I. diviene F.I.A.P. (Federazione Italiana Atletica Pesante)
- 1974 la F.I.A.P. cambia denominazione in F.I.L.P.J. (Federazione Italiana Lotta Pesi Judo)
- 1982 esce il primo numero di Athlon, la rivista federale
- 1990 si inaugura a Roma il Palazzetto F.I.L.P.J.
- 1995 Il karate entra nella F.I.L.P.J., che diviene F.I.L.P.J.K. (Federazione Italiana Lotta Pesi Judo Karate)
- 2000 la F.I.L.P.J.K. viene scissa in Federazione Italiana Judo Lotta Karate Arti Marziali (F.I.J.L.K.A.M.) e in Federazione Italiana Pesistica e Cultura Fisica (F.I.P.C.F.)
- 2002 la F.I.J.L.K.A.M. celebra il centenario della sua fondazione

## Serie dei presidenti
Dalla fondazione al 1972
- 18 maggio 1902: Luigi Monticelli Obizzi
- 1911: Felice Tonetti
- 10 gennaio 1913: Silvio Brigatti
- 9 aprile 1915: Luigi Silvio Ugo
- 17 maggio 1925: Antonio Turri
- 28 marzo 1926: Luigi Torretta
- 1929: Augusto Turati
- 1930: Riccardo Barisonzo
- 1º luglio 1941: Giovanni Valente
- 1º agosto 1943: Alberto Bonacossa (Commissario)
- 1º ottobre 1943: Ettore Rossi (Commissario sede nord)
- 1944: Puccio Pucci (Commissario sede nord)
- 28 giugno 1944: Giorgio Giubilo (Reggente sede sud)
- 14 aprile 1946: Giorgio Giubilo
- 1º novembre 1952: Giovanni Valente
- 25 novembre 1964: Ermanno Di Loreto (Reggente)
- 1º dicembre 1964: Carlo Zanelli (Reggente)
- 5 gennaio 1965: Carlo Zanelli (Commissario straordinario)
- 25 febbraio 1967: Carlo Zanelli
- 29 marzo 1981: Matteo Pellicone
- 1º febbraio 2012: Domenico Falcone
- 21 Dicembre 2024: Giovanni Morsiani

## Sedi federali
- 18 maggio 1902: Milano
- 1911: Roma
- 10 gennaio 1913: Milano
- 9 aprile 1915: Genova
- 28 marzo 1926: Milano
- 1929: Roma